# ليزا ويلكوكس
ليزا ويلكوكس (بالإنجليزية: Lisa Wilcox)‏ هي ممثلة أمريكية، ولدت في 27 أبريل 1964 في الولايات المتحدة.

## وصلات خارجية
- ليزا ويلكوكس على موقع IMDb (الإنجليزية)
- ليزا ويلكوكس على موقع ألو سيني (الفرنسية)
- ليزا ويلكوكس على موقع أول موفي (الإنجليزية)
- ليزا ويلكوكس على موقع قاعدة بيانات الأفلام السويدية (السويدية)
- ليزا ويلكوكس على موقع قاعدة بيانات الفيلم (الإنجليزية)
- ليزا ويلكوكس على موقع كينوبويسك (الروسية)